# Ne m'oubliez pas
Ne m'oubliez pas es una opéra-comique en tres actos con música de Gaetano Donizetti, y libreto (perdido) de Jules-Henri Vernoy de Saint-Georges, del que sólo seis números fueron escritos entre 1842 y 1843. Donizetti compuso seis números y la dejó inacabada.

## Historia
La primera opéra-comique en francés de Donizetti, La Fille du régiment, estrenada el 11 de febrero de 1840, no fue bien acogida en París, pero no tardó e tener una brillante carrera internaciones sobre los principales escenarios de Europa. Pudo ser este éxito lo que incitó al director de la Opéra-Comique, Crosnier, le propuso a Donizetti una nueva colaboración con uno de los libretistas más prolíficos de la época, Jules-Henri Vernoy de Saint-Georges, ya coautor del libreto de La Fille du régiment.
Se firmó el contrato con Crosnier el 30 de septiembre de 1842, pero para el 30 de enero de 1843 el compositor no había comenzado su trabajo. No la menciona, en una carta a su cuñado, entre las óperas que va a cantar ese año. El libreto no había llegado y, dos semanas más tarde, Donizetti escribió a Michele Accursi a París reclamando el libreto. Se puede suponer que el libreto, o al menos una parte de él, acabará por llegarle a Donizetti a Viena y que comenzó a trabajar en ello. Pero, por razones desconocidas, tras haber compuesto seis números y comenzó un séptimo, y quizá un octavo, el compositor se interrumpió. La ópera, en adelante titulada Ne m'oubliez pas, nunca fue reemprendida y se dejó inacabada.
El manuscrito se encuentra en París, en la Biblioteca Nacional de Francia. Sirve de base a una sola grabación, realizada en 1979 por iniciativa de la asociación Opera Rara.

## Reparto
- Henriette (soprano)
- André (tenor)
- Franz (barítono)
- Coro de cazadores

## Discografía
Hay una grabación, efectuada en el año 1979, protagonizada por Margreta Elkins, Alexander Oliver, Christian du Plessis. La dirección corresponde a James Judd. Orquesta Filarmonia, coro Geoffrey Mitchell. CD Audio : Opera RaraCat: ORC 4; Grabado en estudio